# Dekanat szarkowszczyński
Dekanat szarkowszczyński – jeden z 11 dekanatów diecezji witebskiej na Białorusi. W jego skład wchodzi 6 parafii. 

## Lista parafii
| Lp. | Miejscowość / parafia                                | Proboszcz / administrator            | Kościół                                                                           | Zdjęcie |
| --- | ---------------------------------------------------- | ------------------------------------ | --------------------------------------------------------------------------------- | ------- |
| 1   | Borodzienicze Parafia św. Józefa                     | ks. Jezy Nocuń SCJ (administrator)   | Kościół św. Józefa w Borodzieniczach                                              |         |
|     | Jody                                                 | ks. Jezy Nocuń SCJ (administrator)   | kaplica Matki Bożej Szkaplerznej w Jodach                                         |         |
| 2   | Hermanowicze Parafia Przemienienia Pańskiego         | ks. Jan Pugaczow                     | Kościół Przemienienia Pańskiego w Hermanowiczach                                  |         |
| 3   | Łużki Parafia św. Michała Archanioła                 | ks. Michał Tatarenko (administrator) | Kościół św. Michała Archanioła w Łużkach                                          |         |
| 4   | Mosarz Parafia św. Anny                              | ks. Marat Kozłowski                  | Kościół św. Anny w Mosarzu                                                        |         |
|     | Kozłowszczyzna                                       | ks. Marat Kozłowski                  | Kaplica Wszystkich Świętych i Świętych Apostołów Piotra i Pawła w Kozłowszczyźnie |         |
|     | Sautki                                               | ks. Marat Kozłowski                  |                                                                                   |         |
| 5   | Nowy Pohost Parafia Trójcy Przenajświętszej          | ks. Aleksy Ason (administrator)      | Kościół Trójcy Przenajświętszej w Nowym Pohoście                                  |         |
|     | Bildziugi                                            | ks. Aleksy Ason (administrator)      |                                                                                   |         |
| 6   | Szarkowszczyzna Parafia Podwyższenia Krzyża Świętego | ks. Krzysztof Siłkowski SCJ          | Kościół Podwyższenia Krzyża Świętego w Szarkowszczyźnie                           |         |